# Maechidius metellus
Maechidius metellus är en skalbaggsart som beskrevs av Britton 1957. Maechidius metellus ingår i släktet Maechidius och familjen Melolonthidae. Inga underarter finns listade i Catalogue of Life.